# Карл фон Фриш
Карл Ритер фон Фриш (на немски: Karl Ritter von Frisch) е австрийски етолог, който получава Нобелова награда за физиология или медицина през 1973 г., заедно с Нико Тинберген и Конрад Лоренц. Член на британското кралско научно дружество.

## Биография
Карл фон Фриш е роден на 20 ноември 1886 година във Виена, Австрия, син на известен хирург и уролог Антон Ритер фон Фриш (1849 – 1917) и съпругата му Мари. Той е най-младият от четиримата синове, всички от които стават университетски професори. Учи във Виена при Ханс Лео Прзибрам и в Мюнхен под ръководството на Ричард фон Хертвих, първоначално в областта на медицината, но по-късно се насочва към природните науки. Получава докторската си степен през 1910 г., през същата година започва работа като асистент в департамента по зоология в Мюнхенския университет. През 1912 г. става преподавател по зоология и сравнителна анатомия, а през 1919 е повишен в професор. През 1921 г. заминава за Рощок като професор по зоология и директор на института. През 1923 г. приема предложение за ръководител на Университета в Бреслау, връщайки се през 1925 г. в Мюнхенския университет, където става ръководител на Института по зоология. След като този институт е разрушен по време на Втората световна война, той отива в Университета в Грац през 1946 г. и остава там до 1950, когато се връща в Мюнхенския университет, след като той е възстановен. Оттегля се през 1958 г., но продължава изследванията си.
Карл фон Фриш е женен за Маргарете, по баща Мор. Техният син, Ото фон Фриш е директор на Природонаучния музей на Брауншвайг между 1977 и 1995 г.
Умира на 12 юни 1982 година в Мюнхен на 95-годишна възраст.

## Научна дейност
Неговата работа е съсредоточена върху изследвания на сетивните възприятия на медоносните пчели като той е един от първите, които разгадава смисъла на пчелния „танц“. Неговата теория се оспорва от други учени и е посрещната със скептицизъм по това време. Доказано е, че е точен теоретичен анализ.